# Pachyballus transversus
Pachyballus transversus är en spindelart som beskrevs av Simon 1900. Pachyballus transversus ingår i släktet Pachyballus och familjen hoppspindlar. Inga underarter finns listade i Catalogue of Life.